# Châteaurenault (D606)
O Châteaurenault foi um contratorpedeiro de escolta operado pela Marinha Nacional Francesa. Ele foi originalmente construído para a Marinha Real Italiana como o Attilio Regolo, o primeiro cruzador rápido da Classe Capitani Romani. Seu batimento de quilha ocorreu em setembro de 1939 na O.T.O. Cantieri di Livorno e foi lançado ao mar em agosto de 1940, sendo comissionado na frota italiana em março de 1942. Era armado com oito canhões de 135 milímetros, tinha um deslocamento de mais de cinco mil toneladas e conseguia alcançar uma velocidade máxima de 41 nós.
O Attilio Regolo entrou em serviço no meio da Segunda Guerra Mundial e foi torpedeado por um submarino britânico em novembro de 1942, permanecendo em reparos por vários meses. A Itália se rendeu em setembro de 1943 e o navio ficou internado em Maó até o fim do conflito. Ele foi entregue para a França em 1948 como reparação de guerra e renomeado para Châteaurenault, sendo amplamente modernizado e servindo até ser tirado de serviço em junho de 1962. A embarcação mesmo assim continuou a atuar como navio de treinamento até ser desmontada em 1979.